# United (album Gaye & Terrell)
United studijski je album kojeg u duetu izvode američka soul pjevačica Tammi Terrell i Marvin Gaye, a izlazi u kolovozu 1967.g.
Harvey Fuqua i Johnny Bristol napravili su produkciju za čitavi materijal, osim za skladbe "You Got What It Takes" (koju je producirao prvi čovjek Motowna Berry Gordy, Jr.) i "Oh How I'd Miss You" (produkcija od Hala Davisa). Fuqua i Bristol rade produkciju za skladbe "Hold Me Oh My Darling" i "Two Can Have a Party", Tammi Terrelline solo skladbe iz 1965. i 1966., na kojima su napravili obradu te dodali Gayev vokal kako bi skladbe zvučale kao da su otpjevane u duetu.
S Uniteda dolaze četiri uspješnice na 'Billboardovu' Top 40 ljestvicu, uključujući i dva singla "Your Precious Love" i "If I Could Build My Whole World Around You" u Top 10. Također uključuje i skladbu "Ain't No Mountain High Enough", što se danas smatra njihovom majboljom duet snimkom. United dolazi na #69 'Billboardove' top ljestvice pop albuma i na #7 R&B albuma nakon objavljivanja. Album je bio prvi od tri, kojeg su u duetu otpjevali Gaye i Terrell.

## Popis pjesama

### Strana prva
1. "Ain't No Mountain High Enough" (Nickolas Ashford, Valerie Simpson)
2. "You Got What It Takes" (Berry Gordy, Jr., Gwen Gordy, Tyran Carlo)
3. "If I Could Build My Whole World Around You" (Harvey Fuqua, Johnny Bristol, Vernon Bullock)
4. "Somethin' Stupid" (C. Carson Parks)
5. "Your Precious Love" (Ashford, Simpson)
6. "Hold Me Oh My Darling" (Fuqua)

### Strana druga
1. "Two Can Have a Party" (Bristol, Fuqua, Thomas Kemp)
2. "Little Ole Boy Little Ole Girl" (Fuqua, Etta James, Brook Benton)
3. "If This World Were Mine" (Marvin Gaye)
4. "Sad Wedding" (Bristol, Jackey Beavers)
5. "Give a Little Love" (Bristol, Fuqua, Clyde Wilson)
6. "Oh How I'd Miss You" (Hal Davis, Frank Wilson, Vance Wilson)

## Top ljestvica
Billboard (Sjeverna Amerika) – United
| Godina | Ljestvica                | Pozicija |
| ------ | ------------------------ | -------- |
| 1976.  | Billboard 200 pop albuma | #69      |
| 1976.  | Top R&B/Hip-Hop albumi   | #7       |

## Izvođači
- Prvi (i prateći) vokali - Marvin Gaye, Tammi Terrell
- Prateći vokali - The Originals, The Andantes, The Spinners
- Instrumenti - The Funk Brothers, Marvin Gaye (bubnjevi, klavijature)
- Produkcija - Harvey Fuqua, Johnny Bristol, Hal Davis, Berry Gordy, Jr.

## Vanjske poveznice
- Allmusic.com - United - Marvin Gaye & Tammi Terrell